# Łysucha
Łysucha (biał. Лысуха, Łysucha; ros. Лысуха, Łysucha) – wieś na Białorusi, w obwodzie brzeskim, w rejonie janowskim, w sielsowiecie Mołodów.

## Nazwa
Słownik geograficzny Królestwa Polskiego wymienia jako nazwę główną Zaprudy, a jako nazwy alternatywne Zaprudzie i Łysucha. Skorowidz miejscowości Rzeczypospolitej Polskiej z 1924 podaje nazwę Łysucha, a mapa Wojskowego Instytutu Geograficznego z 1926 Łysucha-Zaprudzie.

## Historia
W XIX i w początkach XX w. położona była w Rosji, w guberni grodzieńskiej, w powiecie kobryńskim, w gminie Osownica.
W dwudziestoleciu międzywojennym leżała w Polsce, w województwie poleskim, w powiecie drohickim, do 12 kwietnia 1928 w gminie Drużyłowicze, następnie w gminie Janów. W 1921 wieś liczyła 37 mieszkańców, zamieszkałych w 6 budynkach. Wszyscy oni byli Rusinami wyznania prawosławnego.
Po II wojnie światowej w granicach Związku Sowieckiego. Od 1991 w niepodległej Białorusi.